# ارنی استوارت
ارنی استوارت (هلندی: Earnie Stewart؛ زادهٔ ۲۸ مارس ۱۹۶۹) یک بازیکن فوتبال بازنشسته اهل ایالات متحده آمریکا است.

## باشگاهی
از باشگاه‌هایی که در آن بازی کرده‌است می‌توان به دی سی یونایتد اشاره کرد.

## تیم ملی
وی همچنین در تیم ملی فوتبال ایالات متحده آمریکا بازی کرده و در جام‌های جهانی ۱۹۹۴، ۱۹۹۸ و ۲۰۰۲ برای این تیم به میدان رفته است.